# NGC 489
NGC 489 je galaxie v souhvězdí Ryb. Její zdánlivá jasnost je 12,6m a úhlová velikost 1,7′ × 0,4′. Od Země je vzdálená 116 milionů světelných let, průměr má 55 000 světelných let. Galaxii objevil 22. prosince 1862 Heinrich d'Arrest. NGC 489 je členem malé skupiny galaxií okolo NGC 524.